# Porsche 924 Turbo Italy
De Porsche 924 Turbo Italy was een speciaal model van de Porsche 924 Turbo. Toen de productie hiervan op haar einde liep, in september 1983, werden er nog enkele van deze speciale modellen gemaakt. Er werden 88 van dergelijke modellen gefabriceerd voor de Italiaanse markt. 
De kleur was Zermatt Silver. Het interieur werd afgewerkt met zwart kunstleer. Er stonden sportstoelen in in antraciet en bourgogne met een Porsche-logo.

## Andere 924's
- Porsche 924
  - Porsche 924 Martini
  - Porsche 924 Sebring
  - Porsche 924 Le Mans
  - Porsche 924 Weissach
  - Porsche 924 50 Jahre edition
  - Porsche 924 Turbo
  - Porsche 924 Carrera GT
  - Porsche 924 Carrera GTS
  - Porsche 924 Carrera GTR
  - Porsche 924 Turbo Italy
  - Porsche 924S
  - Porsche 924S Le Mans